# مطار دونهوانغ موغاو الدولي
مطار دونهوانغ موغاو الدولي (بالإنجليزية: Dunhuang Airport)‏ (إياتا: DNH، إيكاو: ZLDH) يقع في مدينة دونهوانغ في جمهورية الصين الشعبية. وكان يُعرف سابقًا باسم مطار دونهوانغ حتى يونيو 2020.
صنف مطار دونهوانغ في المرتبة السادسة والتسعون في الصين من حيث عدد الركاب عام 2011 وفقًا لإدارة الطيران المدني في الصين، حيث تعامل مع 248،805 راكب، وبلغ إجمالي حركة الطائرات (القادمة والمغادرة) 3،796 طائرة وقد بلغت كمية البضائع المنقولة عبر المطار 137 طن.

## شركات الطيران والوجهات
| شركـات طيـران            | الوجهات |
| ------------------------ | --- |
| Air Chang'an             | مطار شيان شيانيانغ الدولي |
| طيران الصين              | مطار بكين العاصمة الدولي |
| خطوط العاصمة بكين الجوية | مطار هانغتشو شياوشان الدولي، مطار ينتشوان خه دونغ |
| Chengdu Airlines         | مطار تشانغشا هوانغوا الدولي، مطار شيان شيانيانغ الدولي |
| خطوط شرق الصين الجوية    | مطار بكين داشينغ الدولي، مطار حيفي شينكياو الدولي، مطار هواتغو، مطار لانتشو تشونغ تشوان، مطار نانجينغ الدولي، مطار شانغهاي بودنغ الدولي، مطار ووهان الدولي، مطار شيان شيانيانغ الدولي، مطار شينينغ الدولي، مطار ينتشوان خه دونغ |
| طيران الصين اكسبرس       | مطار تشونغتشينغ جيانغبى الدولي، مطار كورلا، مطار لونغنان جينتشيو، مطار توربان جياهوي |
| خطوط جنوب الصين الجوية   | مطار لانتشو تشونغ تشوان (begins 15 July 2023) |
| طيران لونج               | مطار لانتشو تشونغ تشوان، مطار تشانغيه قانتشو |
| خطوط سيتشوان الجوية      | مطار تشنغدو تيانفو الدولي، مطار هانغتشو شياوشان الدولي، مطار كونمينغ جانغشوي الدولي، مطار لانتشو تشونغ تشوان، مطار شينينغ الدولي                                                                                                |
| سبرينغ (شركة طيران)      | مطار لانتشو تشونغ تشوان، مطار شانغهاي هونغكياو الدولي |